# Пролагус
Пролагус (Prolagus) — вимерлий рід зайцеподібних ссавців монотипічної родини Prolagidae. Ця родина, як Prolaginae раніше вважалася підродиною пискухових (Ochotonidae). Представники Prolagus вперше з'явилися в ранньому міоцені в Європі, де вони збереглися до історичних часів. В Африці та Азії, рід відомий з міоцену і пліоцену.

## Види
Рід Prolagus складається з декількох доісторичних видів. Тільки один — Prolagus sardus, дожив до історичного часу і вимер у XVIII столітті на Сардинії:
- Prolagus aeningensis
- Prolagus aguilari
- Prolagus apricenicus
- Prolagus bilobus[4]
- Prolagus crusafonti
- Prolagus fortis
- Prolagus imperialis
- Prolagus italicus
- Prolagus major
- Prolagus michauxi
- Prolagus oeningensis
- Prolagus osmolskae[5]
- Prolagus praevasconiensis
- Prolagus sardus
- Prolagus schnaitheimensis
- Prolagus sorbinii
- Prolagus tobieni
- Prolagus vasconiensis